# Fort Dimanche
Fort Dimanche (haitianisch-kreolisch: Fò Dimanch) war eine Befestigungsanlage in der haitianischen Hauptstadt Port-au-Prince, die anfänglich zur Verteidigung und später als Kaserne diente. Während der Diktatur der Familie Duvalier (1957–1986) war Fort Dimanche schließlich ein Gefängnis für Gegner des Regimes. In dieser Zeit kam es in dem Komplex zu massenhaften Folterungen und Hinrichtungen, woraufhin er in der Bevölkerung die Bezeichnung Fort Mort (sinngemäß: Fort des Todes) erhielt. Auf dem Gelände befindet sich heute unter anderem eine Gedenkstätte.

## Lage
Fort Dimanche liegt im Südwesten des Stadtbezirks Port-au-Prince unweit des Hafenterminals Varreux wenige Hundert Meter von der Route National Nr. 1 entfernt, die entlang des Golfs von Gonâve verläuft. Der Gemeindebezirk La Saline liegt im Süden und das Elendsviertel Cité Soleil nördlich des Standorts.

## Gebäude
Im Laufe der Jahrhunderte gab es in Port-au-Prince mehrere Gebäude mit der Bezeichnung Fort Dimanche.
Das ursprüngliche Fort Dimanche war Teil einer aus mehreren Forts bestehenden Verteidigungsanlage. Es wurde von den französischen Kolonialherren errichtet, als das heutige Haiti noch Teil der Kolonie Saint-Domingue war. Aus dieser Zeit stammt der Name der Anlage (deutsch: Fort Sonntag). Er geht auf damalige Praxis zurück, die Forts an der Küste vor Port-au-Prince nach Wochentagen zu benennen.
Nach der Unabhängigkeit Haitis 1804 verfiel die Anlage zunächst, wurde aber während des Zweiten haitianischen Kaiserreichs (1849–1859) wieder hergestellt und erneut als Fort genutzt. Unter der Präsidentschaft Tirésias Simon-Sams (1896–1902) wandelte sich das Areal in einen Schießplatz. Während der US-amerikanischen Besetzung Haitis wurde Fort Dimanche als Kaserne genutzt; außerdem war ein Polizeiposten darin eingerichtet. In dieser Zeit wurden auf dem Gelände weitere Gebäude erstellt.
Nachdem François Duvalier („Papa Doc“) 1957 Präsident Haitis geworden war, wurde Fort Dimanche zunächst zum Hauptquartier und Trainingslager der von Duvalier kontrollierten Terrormiliz Tonton Macoute (Milice de Volontaires de la Sécurité Nationale). Duvalier selbst kam wiederholt für Schießübungen auf das Gelände. Seit den 1960er-Jahren nutzten die Tonton Macoute das stadtnahe, zugleich abgeschieden gelegene Fort als Gefängnis. In diesem Zusammenhang wurden einige neue Gebäude mit Gefängniszellen errichtet, die die Inhaftierten als „Nirvana“ bezeichneten. François Duvaliers Sohn und Nachfolger Jean-Claude („Baby Doc“) ließ ab 1971 neben den alten Gebäuden einen gänzlich neuen Gefängniskomplex bauen, der 1976 fertiggestellt war. Die neue Anlage wurde nur kurzzeitig als Gefängnis genutzt. Ab 1977 war sie Kaserne und Waffenlager. Im Februar 1991, zwei Monate nach seiner Wahl, ordnete Präsident Jean-Bertrand Aristide die Schließung von Fort Dimanche an.
Das alte Fort und seine Nebenanlagen wurden 1994 abgerissen. In Teilen des 1977 fertiggestellten Neubaus befand sich ab 2005 vorübergehend eine Schule für Kinder aus dem Viertel La Saline. Die Gebäude wurden beim Erdbeben vom Januar 2010 schwer beschädigt. Auf Teilen des ehemaligen Forts ist mittlerweile ein Slum entstanden.

## Fort Mortin der Duvalier-Diktatur
Fort Dimanche war während der Diktaturen von François (1957–1971) und Jean-Claude Duvalier (1971–1986) Folter- und Hinrichtungszentrum. Eine seiner Direktorinnen war Madame Max Adolphe, die als „Sadistin“ galt.
Die Häftlinge wurden üblicherweise in den Gebäuden untergebracht, die in den frühen 1960er-Jahren entstanden waren. Die Haftbedingungen waren außerordentlich inhuman. Überlebende Häftlinge berichteten, dass bis zu 40 Menschen in Zellen untergebracht waren, die eine Grundfläche von vier mal vier Metern hatten. Die Menschen waren komplett unbekleidet und standen in den eigenen Fäkalien. Sie erhielten nur etwa 300 Kilokalorien Nahrung am Tag. Nach Aussagen überlebender Insassen wurde in die von Auspeitschungen verursachten blutigen Wunden Zitronensaft, Pfeffer und Ähnliches gerieben. Es gab keine medizinische Versorgung; viele Häftlinge erkrankten und starben an Tuberkulose, Ruhr, Malaria, Unterernährung oder Lungenentzündungen. Entstellte Leichen wurden vor dem Gebäude zur Schau gestellt. In den Nächten hätten Hunde die nur oberflächlich verscharrten Leichen ausgegraben und das Fleisch gefressen.
Zu der Zahl der in Fort Dimanche inhaftierten und gestorbenen Menschen gibt es keine verlässlichen Angaben. Schätzungen reichen von 5000 bis 60.000 Menschen. Es gibt vereinzelte Bemühungen, Listen der Opfer von Fort Dimanche zusammenzustellen. Zu den in Fort Dimanche Gefolterten gehören unter anderem der später – wahrscheinlich an einem anderen Ort – exekutierte Schriftsteller und Aktivist Jacques Stephen Alexis sowie mehrere Mitglieder der Bewegung Jeune Haïti, die 1964 einen Umsturzversuch gegen das Duvalier-Regime unternommen hatten.

## Gedenktag
Fort Dimanche wurde 1987 zum Denkmal erklärt, um an die dort begangenen Unmenschlichkeiten zu erinnern. Seit 2005 ist es Platz einer Bildungseinrichtung. 2015 erklärte die haitianische Regierung den 26. April zum Tag des Gedenkens an die Opfer von Fort Dimanche (Journée nationale du Souvenir à la Mémoire des Victimes de Fort Dimanche).
Das Datum wurde mit Bezug auf die zwei Massaker gewählt, die am 26. April 1963 und am 26. April 1986 verübt wurden und jeweils Bezug zu Fort Dimanche haben. Am 26. April 1986 – etwa zwei Monate nach dem Sturz Jean-Claude Duvaliers – zog eine Menschenmenge durch Port-au-Prince, die an die gewaltsamen Säuberungen vom 26. April 1963 erinnern wollte, „einen der blutigsten Tage der Duvalier-Diktatur“, in dessen Verlauf 70 Menschen ums Leben gekommen und zahlreiche weitere in Fort Dimanche interniert worden waren. Der Gedenkmarsch vom 26. April 1986 führte auch am Fort Dimanche vorbei. Die Teilnehmer forderten unter anderem die Umwandlung des Fort Dimanche in eine Erinnerungsstätte, in der an die Opfer der Duvalier-Diktatur erinnert werden sollte. Als der Zug vor dem ehemaligen Gefängnis angekommen war, schossen Polizisten in die Menge der Demonstranten. Dabei wurden elf Menschen getötet und viele verletzt.

## Einordnungen
Fort Dimanche wird in internationalen Publikationen vielfach mit Konzentrationslagern im nationalsozialistischen Deutschland verglichen, manche ziehen Parallelen zum kambodschanischen Autogenozid. Vor allem in der US-amerikanischen Presse wird Fort Dimanche oft „das Auschwitz Haitis“ genannt, andere sprechen von den „haitianischen Killing Fields“.